# Hard to Beat
Hard to Beat (у преводу, Тешко те је победити) је био трећи сингл са албума Stars of CCTV инди бенда, HARD-Fi. Ово је био најбоље рангирани сингл ове групе, јер је у Британији достигао девето место. Издат је 20. јуна 2005. године.
18. априла 2006. године, песма је издата као други сингл са албума Stars of CCTV, након песме "Cash Machine". Месец дана касније, песма је дебитовала на листи "US Hot Modern Rock Tracks" на 39. месту.

## Списак песама
- Оригинално CD издање

- Реиздање, CD 1

- Реиздање, CD 2

- 7" винил сингл

- 12" винил сингл

- Промоционални 2×12" винил сет